# بوبكر كييتا
بوبكر كييتا (بالفرنسية: Boubacar Keita)‏ (20 مايو 1984 بكوناكري في غينيا - ) هو لاعب كرة قدم غيني في مركز الدفاع. لعب مع سبورتينغ غوا ونادي آريما كرونوس ومادورا يونايتد وSoumba FC ‏ ونادي بهانغ ‏ وبيرسيتارا جاكرتا أوتارا ‏.

## وصلات خارجية
- بوبكر كييتا على موقع قاعدة بيانات كرة القدم.إي يو (الإنجليزية)
- بوبكر كييتا على موقع Soccerway.com (الإنجليزية)